# Augsburger Allgemeine

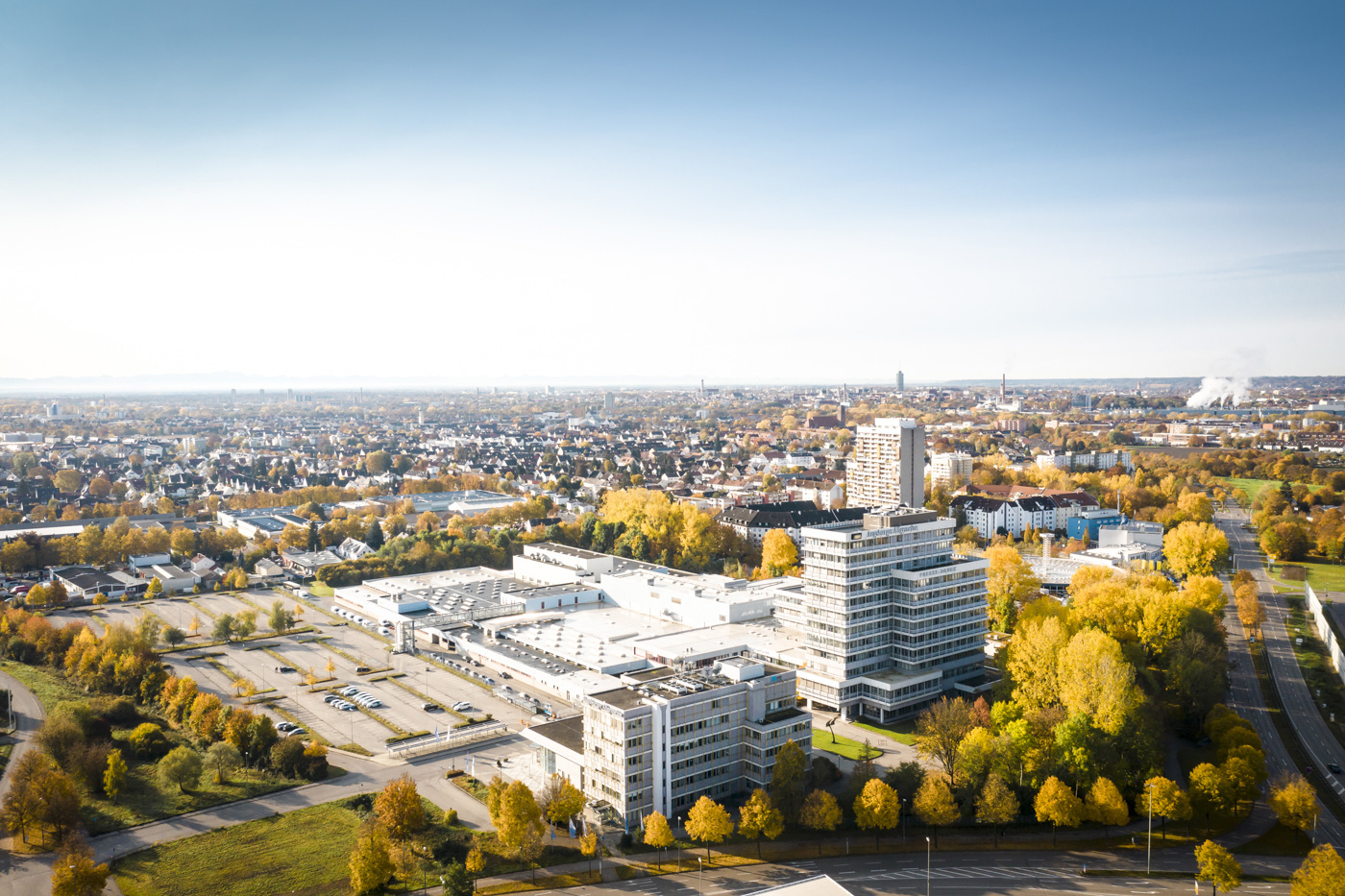
Штаб-квартира Mediengruppe Pressedruck в Аугсбурге

Augsburger Allgemeine — одна из крупнейших региональных ежедневных газет Германии, выходящая с 1945 года. Распространяется в Баварии, преимущественно в Швабии и Верхней Баварии. Издатель — Mediengruppe Pressedruck.

## История
Газета была основана 30 октября 1945 года под названием Schwäbische Landeszeitung. Основатель — Курт Френцель, получивший лицензию от американской военной администрации. В 1959 году издание получило текущее название. С 1970 года им управляла его дочь Эллинор Холланд.

## Редакция
Штаб-квартира редакции — в Аугсбурге. Работают около 200 журналистов. В сентябре 2023 года главными редакторами стали Андреа Кюмпфбек и Петер Мюллер.

## Цифровая платформа
Сайт газеты работает с 2001 года. С 2013 года действует модель metered paywall: 10 бесплатных статей без регистрации, 20 — с регистрацией, далее требуется подписка.
По данным на 1 квартал 2025 года, проданный тираж составляет 247 852 экземпляра. Печатная аудитория — около 730 000 человек, онлайн — до 20 млн посетителей в месяц.

## Локальные издания
Газета выпускает 16 локальных изданий, включая:
- Aichacher Nachrichten
- Donauwörther Zeitung
- Friedberger Allgemeine
- Günzburger Zeitung
- Illertisser Zeitung
- Landsberger Tagblatt
- Mindelheimer Zeitung
- Neuburger Rundschau
- Neu-Ulmer Zeitung
- Rieser Nachrichten
- Schwabmünchner Allgemeine
- Wertinger Zeitung.

## Награды
Газета и её сотрудники получали множество наград, включая:
- Премию Федеральной пресс-конференции
- European Newspaper Award
- Премию Теодора Вольфа
- Премию доктора Георга Шрайбера
- Немецко-французскую журналистскую премию
- Немецкую премию за локальную журналистику
- Звание «Главный редактор года» в 2020 году.